# Rita Gerstenberger
Rita Gerstenberger (* 1954) ist eine ehemalige Behindertensportlerin und die einzige Frau in der Geschichte, die für die Deutsche Demokratische Republik (DDR) an den Paralympischen Spielen teilgenommen hat.

## Biographie
Nach einem abgeschlossenen Studium an der Handelshochschule Leipzig konnte Gerstenberger wegen eines fortschreitenden Sehverlustes keine gewöhnliche Erwerbstätigkeit ausüben. Nach zweijähriger Ausbildung als Programmiererin am Rehabilitationszentrum für Blinde Karl-Marx-Stadt, der heutigen Landesschule für Blinde und Sehbehinderte Chemnitz, arbeitete Gerstenberger seit September 1981 in diesem Beruf. Im Sommer 1984 nahm Gerstenberger neben den männlichen Mitstreitern Ralf Fox, Siegmund Hegeholz und Siegmund Turteltaube als einzige Frau für die DDR an den Sommer-Paralympics im amerikanischen New York City teil; es blieb die einzige Teilnahme des Landes an diesem Großereignis. Sie startete in der Klasse B1, gewann die Silbermedaille im Diskuswurf (20,02 m) hinter der Bundesdeutschen Brigitte Otto-Lange, die Bronzemedaille im Speerwurf (17,68 m) hinter der Britin Janice Moores und der Bundesdeutschen Ilse Bohning und belegte außerdem den fünften Rang im Weitsprung (4,35 m).